# Lister Tief

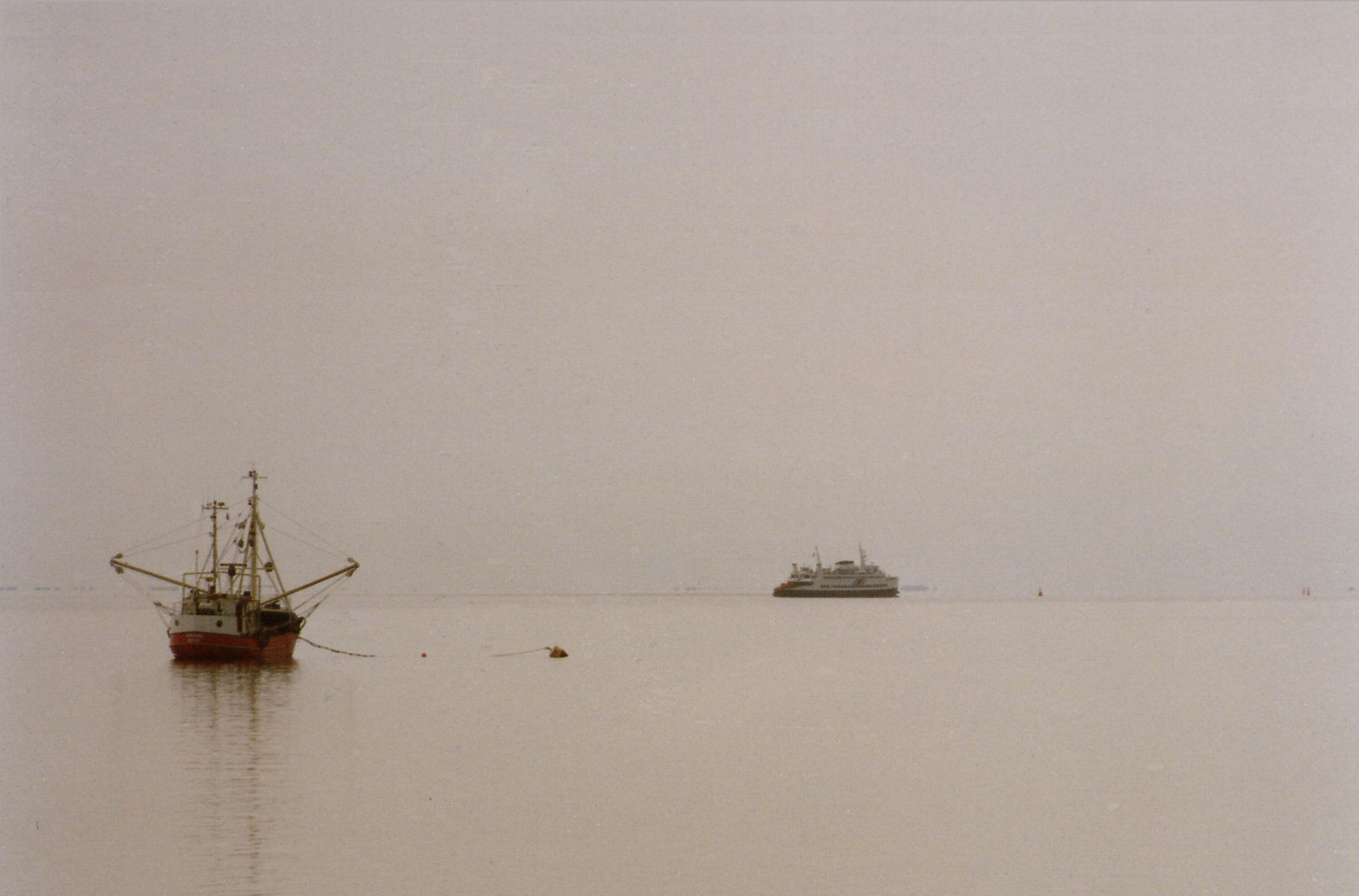
Krabbenkutter und Fährschiff Vikingland mit Kurs Rømø (Dänemark) auf dem Lister Tief – 2004

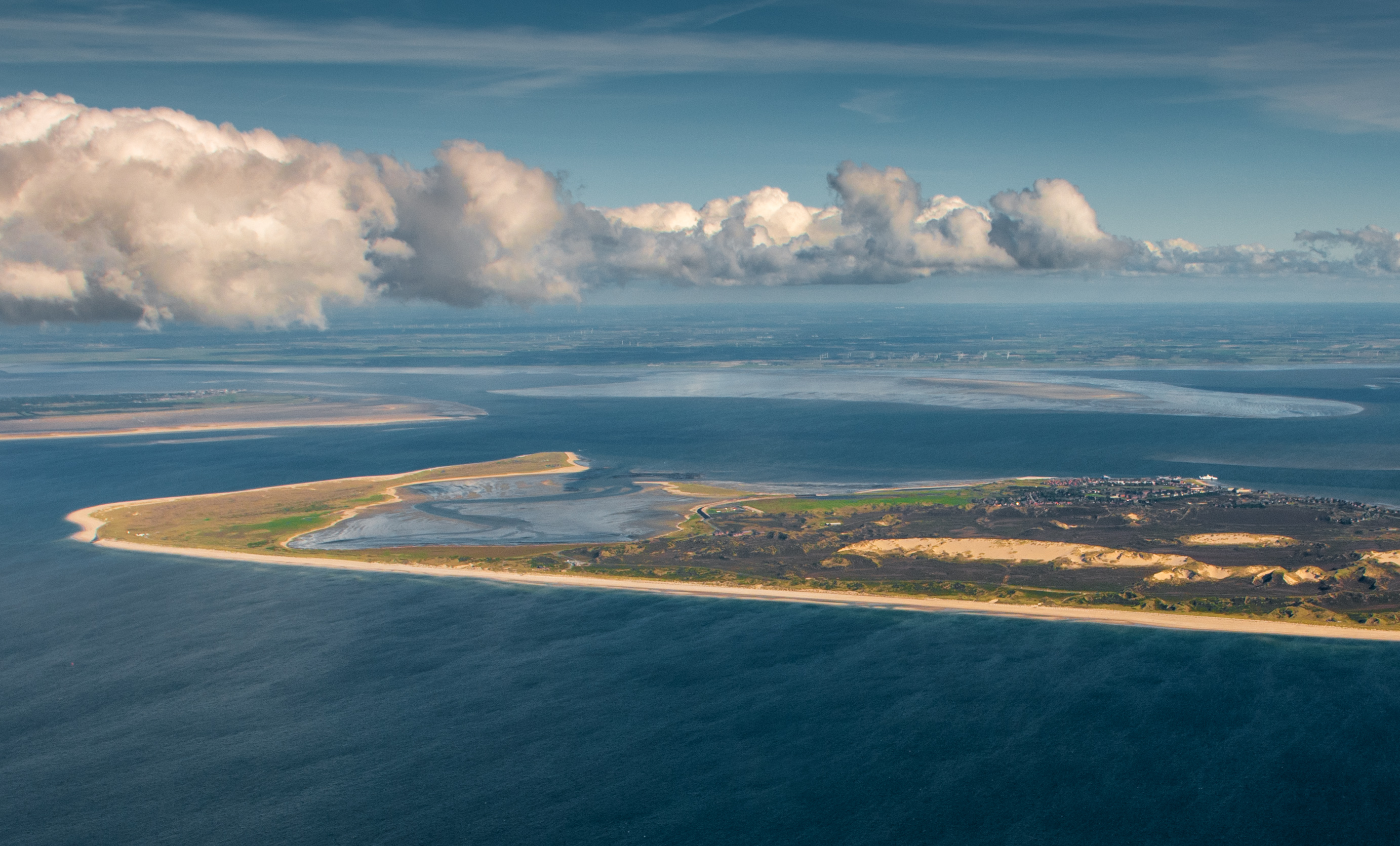
Das Lister Tief links im Bild zwischen dem Sylter Ellenbogen (Vordergrund) und Rømø mit dem vorgelagerten Havsand (Hintergrund)

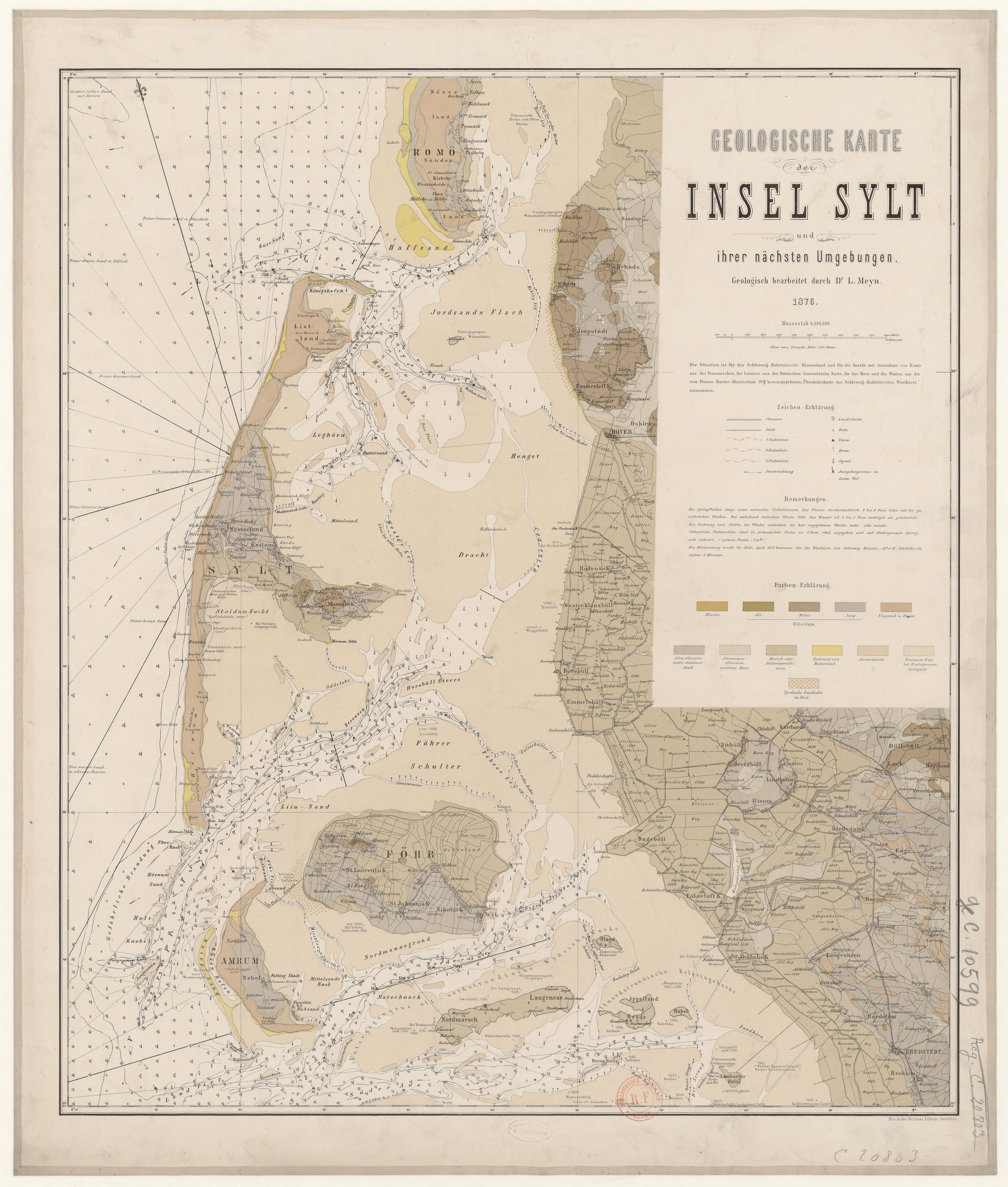
Geologische Karte von 1876 mit dem Lister Tief nördlich von Sylt

Das Lister Tief (dänisch Lister Dyb, nordfriesisch: Lister Diip) ist ein Gezeitenstrom, der zwischen den nordfriesischen Inseln Sylt (Deutschland) und Rømø (Dänemark) verläuft. Durch den drei Kilometer (unter Einrechnung der Sandbank Havsand vor Rømø 5,3 Kilometer) breiten und bis zu 40 Meter tiefen Strom fließen bei jeder Tide rund 500 Millionen Kubikmeter Wasser in die Sylt-Rømø-Wattenmeerbucht. Seit dem Bau des Hindenburgdamms 1927 im Süden und eines Damms von Rømø zum Festland 1948 im Norden ist dies der einzig nennenswerte Zufluss von Wasser in die Bucht.
Landseitig verzweigt sich das Lister Tief in die drei Rinnen des Rømø Dyb (Römer-Tief, verengt fortgesetzt in Römer Ley), Højer Dyb (Hoyer Tief) und Lister Ley, die jeweils Tiefen um die 20 Meter erreichen. Das ökologisch sensible Gebiet steht seit 1937 auf deutscher Seite unter Naturschutz. Bei der Novellierung des Gesetzes zum Nationalpark Schleswig-Holsteinisches Wattenmeer sollte der binnenseitige Bereich mit dem Übergang zur Sylt-Rømø-Bucht als Nullnutzungszone ausgewiesen werden, in der keinerlei menschliche Nutzung erlaubt gewesen wäre. Starke Proteste der Fischer verhinderten dies jedoch.
Die mehrmals täglich verkehrende Fähre der Rømø-Sylt-Linie fährt über das Tief hinweg. In der Einfahrt zum Prielstrom entstand 1913 das Quermarkenfeuer Rotes Kliff als Warnung vor einer Sandbank in der Einfahrt zum Prielstrom. In der Einfahrt finden sich Wracks aus dem 17. Jahrhundert.
Bei der dänisch-niederländisch-schwedischen Seeschlacht im Lister Tief am 16. Mai 1644 blockierte die dänische Flotte ihre Gegner in der Sylt-Rømø-Bucht, welchen erst bei einem schweren Sturm der Durchbruch gelang.
Im Ersten Weltkrieg war ein Vorpostenboot der Kaiserlichen Marine nach dem Tief benannt, das 1918 vor Borkum strandete. 